# Аллогхо, Даллиан
Даллиан Гислен Тонг Аллогхо (фр. Dallian Gislain Toung Allogho; род. 8 июня 1996, Габон) — габонский футболист, вратарь клуба «Мангаспорт».

## Карьера
Начинал футбольную карьеру в габонских клубах «Мбери Клаб» и «Буэнгиди», за которые имеет опыт выступления в Лиге чемпионов КАФ. В июле 2022 года перешёл в молдавское «Динамо-Авто». Дебютировал за клуб 31 июля 2022 года против клуба «Милсами», сохранив свои ворота нетронутыми. В матче против клуба «Бэлць» 27 августа 2022 года вышел на поле с капитанской повязкой. В январе 2023 года покинул клуб, расторгнув контракт по соглашению сторон. Позже футболист присоединился к габонскому клубу «Мангаспорт».

## Международная карьера
В 2021 году был вызван в национальную сборную Габона, где был заявлен на матч 25 марта 2021 года с Демократической Республикой Конго. За сборную так и не дебютировал.